# Ford Bronco Sport
La Ford Bronco Sport (nome in codice CX430) è un'autovettura di tipo crossover SUV di classe media prodotta dal 2020 dalla casa automobilistica statunitense Ford.

## Caratteristiche

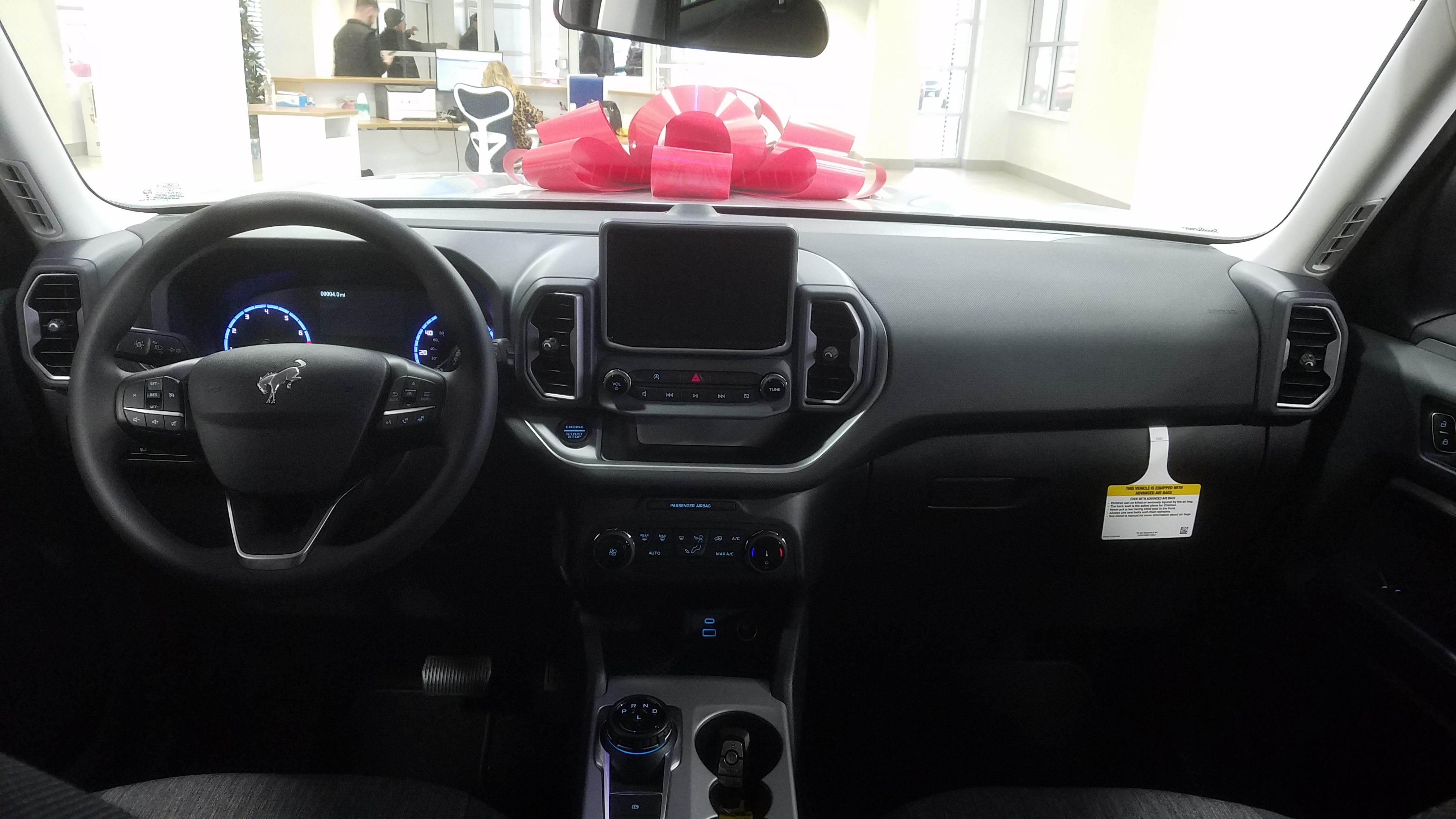
Interni

La Bronco Sport è un crossover SUV compatto, con delle linee esterne che si caratterizzano per uno stile retrò e fuoristradistico che richiamano in molte componenti la coeva Bronco. La Bronco Sport però, a differenza della Bronco di sesta generazione che viene realizzato su un telaio a longheroni separato dalla carrozzeria, si basa sullo stesso pianale della Ford Escape, ovvero su un telaio monoscocca derivato dalla piattaforma C2, e con la quale condivide alcune componenti meccaniche come le sospensioni e i motori. Inoltre a differenza della Bronco standard, la Bronco Sport ha il motore in posizione traversale anziché longitudinale e un sistema di trazione integrale non permanente.

### Motorizzazioni
La Bronco Sport è disponibile con due motorizzazioni benzina: il più piccolo è il 3 cilindri Ecoboost turbocompresso da 1,5 litri che produce 184 CV (135 kW) di potenza a 6000 giri/min e 260 Nm di coppia a 3000 giri/min; il più grande è il quattro cilindri Ecoboost da 2,0 litri turbo che produce 248 CV (183 kW) a 6000 giri/min e 373 Nm di coppia a 3000 giri/min. Entrambi i propulsori sono accoppiati a una trasmissione automatica a 8 velocità. 

### Tecnica
La Bronco Sport è dotata di quattro sospensioni indipendenti, con schema McPhearson all'avantreno e un multibraccio al retrotreno. Inoltre, è dotata di un sistema di trazione integrale con una modalità chiamata GOAT. La modalità GOAT consente al conducente di selezionare, in base ai diversi terreni da affrontare, il miglior sistema per gestire la trazione integrale. Al posteriore vi è un differenziale dotato di due pacchi frizioni lamellari, che si possono bloccare singolarmente su ogni asse del differenziale posteriore e funge anche da torque vectoring. La Bronco Sport ha una capacità di traino compresa tra i 907–998 kg a seconda della motorizzazione.